# Фраат V од Партије
Фраат V (грч. Φραάτης, пар. 𐭐𐭓𐭇𐭕 Frahāt; око 19. п. н. е. — 4. н. е.) је био шаханшах Партије од 2. п. н. е. до 4. н. е.
Фраат је био син партског шаханшаха Фраата IV и његове омиљене конкубине Мусе, коју му је 20. п. н. е. поводом склапања мира са Римом послао цар Август. Муса је била омиљена шаханшаху до те мере да је проглашена за богињу. На тај начин Фраат је, иако млађи од остале своје браће, већ био предодређен за наследника свог оца. Верује се и да је под утицајем Мусе шаханшах послао своје старије синове као залог мира у Рим, уклонивши препреке за наслеђивање престола малом Фраату. Године 2. п. н. е. Муса и Фраат су сковали заверу, отровали шаханшаха и заједнички преузели власт.
Владавина мајке и сина била је непопуларна од стране племства. Осим унутрашњих напетости дошло је до нових затегнутих односа са Римским царством. Да би обезбедио мир на тој страни, Фраат је 1. п. н. е. склопио мир са Августовим унуком Гајем Цезаром, који је био послат на исток, тако што је признао римску власт над Јерменијом. На тај начин је признат за владара Партије од Римског царства, које му пак не указује ни дужно поштовање и назива га без титулатуре, једноставно Фраатом. Међутим, сукоби између Римљана и Парћана поново су избили око Јерменије 4. н. е. где Гај Цезар бива рањен. Исте године избила је велика побуна племства против Фраата и Мусе. Јосиф Флавије говори да је побуну иницирало венчање Фраата сопственом мајком. У сваком случају, Фраат и Муса били су убијени и наступио је двогодишњи период безвлашћа, док власт није преузео Ород III из бочне линије Арсакида.